# Елизаветовка (река)
Елизаветовка — река в России, протекает по Воробьёвскому району Воронежской области. Правый приток Тулучеевки.

## География
Река берёт начало у села Елизаветовка. Течёт в южном направлении по открытой местности. Устье реки находится к северу от села Воробьёвка в 109 км по правому берегу реки Тулучеевки. Длина реки составляет 12 км, площадь водосборного бассейна — 198 км².

## Данные водного реестра
По данным государственного водного реестра России относится к Донскому бассейновому округу, водохозяйственный участок реки — Тулучеевка, речной подбассейн реки — Бассейны притоков Дона до впадения Хопра. Речной бассейн реки — Дон (российская часть бассейна).
Код объекта в государственном водном реестре — 05010101112107000004882.